# Rainer Ernst
Rainer Ernst (ur. 31 grudnia 1961 w Neustrelitz) – niemiecki piłkarz występujący na pozycji napastnika.

## Kariera klubowa
Ernst treningi rozpoczął w wieku 7 lat w klubie Dynamo Neustrelitz. W 1975 roku trafił do juniorów Dynama Berlin. W 1979 roku został włączony do jego pierwszej drużyny. Od 1979 do 1988 roku rokrocznie zdobywał z klubem mistrzostwo NRD (łącznie 10 tytułów). W 1989 roku wywalczył z klubem wicemistrzostwo NRD. W 1984 oraz 1985 został królem strzelców Oberligi-DDR. W 1982, 1984 oraz 1985 występował z zespołem w finale Pucharu NRD, jednak Dynamo przegrywało tam swoje spotkania. W 1988 oraz 1989 Ernst zwyciężył z klubem w rozgrywkach Pucharu NRD.
W 1990 roku, Ernst został graczem klubu 1. FC Kaiserslautern. W Bundeslidze zadebiutował 11 sierpnia 1990 roku w wygranym 3:1 meczu z Hamburgerem SV, w którym strzelił także gola. W 1991 roku Ernst zdobył z zespołem mistrzostwo Niemiec.
W 1991 roku odszedł do francuskiego Girondins Bordeaux, grającego w drugiej lidze. W 1992 roku awansował z klubem do ekstraklasy. Ernst pozostał jednak w drugiej lidze, gdyż przeszedł do zespołu AS Cannes. W 1993 roku awansował z nim do ekstraklasy. W tym samym roku opuścił Francję i przeniósł się do szwajcarskiego FC Zürich. W 1994 roku Ernst wrócił do Niemiec, gdzie został graczem klubu FSV Salmrohr, grającego w Regionallidze. W 1997 roku zakończył karierę.

## Kariera reprezentacyjna
W reprezentacji NRD Ernst zadebiutował 11 listopada 1981 roku w wygranym 5:1 meczu eliminacji Mistrzostw Świata 1982 z Maltą. 12 października 1983 roku w wygranym 2:0 spotkaniu eliminacji Mistrzostw Europy 1984 ze Szwajcarią strzelił pierwszego gola w drużynie narodowej. Po raz ostatni w kadrze zagrał 13 maja 1990 w zremisowanym 3:3 towarzyskim pojedynku z Brazylią.
W latach 1981–1990 w drużynie narodowej rozegrał w sumie 56 spotkań i zdobył 20 bramek. Z tym wynikiem zajmuje 4. miejsce w klasyfikacji strzelców reprezentacji NRD.